# Denis-Luc Frayssinous
Denis-Luc de Frayssinous, född 9 maj 1765 i Curières, Aveyron, död 12 maj 1841 i Saint-Geniez-d'Olt, Aveyron, var en fransk greve, präst och politiker.
Frayssinous blev 1821 hovpredikant hos Ludvig XVIII, 1822 pär och greve, samt var 1824-1828 kultusminister. 1830 följde han för en tid den franska kungafamiljen i landsflykt. Bland hans skrifter märks Les vrais principes de l'église gallicane (1818) och Défense du christianisme (3 band, 1825). Hans Oeuvres oratoires utgavs 1856 av Jacques Paul Migne.